# DUNS
El número DUNS o D-U-N-S (de l'anglès Data Universal Numbering System o Sistema Universal de Numeració de Dades) pertany a un sistema desenvolupat i regulat per l'empresa nord-americana Dun & Bradstreet (D&B) que assigna un identificador numèric únic per a cada entitat de negoci (societat, consorci, etc.).

## Història
Aquest identificador numèric es coneix com el número DUNS. Va ser introduït l'any 1963 per donar suport als informes de crèdit de D&B, aconseguint després una acceptació mundial, que l'ha convertit en un estàndard. Entre els seus usuaris s'inclou la Comissió Europea, l'Organització de les Nacions Unides (ONU), governs i empreses multinacionals. És reconegut, recomanat i/o requerit per més de 50 associacions globals d'indústria i comerç. La base de dades DUNS té més de 100 milions de registress d'empreses de tot el món.
El número DUNS és compost per nou dígits. S'assigna un número DUNS per a cada entitat comercial de la base de dades de D&B, amb una operació única, separada i diferent per tal d'identificar-los. El nombre DUNS és aleatori i els dígits no tenen cap significat aparent.
Fins aproximadament el desembre de l'any 2006, el número DUNS contenia un dígit de verificació mod-10 per donar suport a la detecció d'errades. No obstant, l'abandonament del dígit de verificació va fer augmentar l'inventari de números DUNS disponibles en 800 milions. A partir del 25 de febrer de 2017, el lloc web mostra que no hi ha cap càrrec econòmic per obtenir un número DUNS i que el temps per crear el número és de 24 a 48 hores.
Des de l'octubre de 2003 fins a l'abril de 2022 el govern dels Estats Units va exigir que totes les organitzacions que fessin negocis amb el govern federal utilitzessin un número DUNS com a identificador. Després del 4 d'abril de 2022, el govern federal va començar a utilitzar l'identificador d'entitat únic creat a SAM.gov. Abans dels números DUNS, el govern dels EUA utilitzava un altre sistema de codificació conegut com ACASS. El número ACASS va ser eliminat el 5 d'octubre de 2005, quan una plataforma més moderna va substituir el sistema ACASS.

## Detalls
Quan s'obté un número DUNS en línia, l'espera sol ser de 30 dies laborables, però l'assignació d'un número pot ser immediata per a les empreses del Regne Unit que proporcionen el seu número de registre d'empresa. En comprar el "Small Business Starter" de Dun & Bradstreet Credibility Corp , el temps d'espera es redueix a 5 dies laborables o menys
A diferència dels números d'identificació tributària, el número DUNS es pot assignar a una unitat de negoci en qualsevol part del món. Certes agències governamentals requereixen dels seus proveïdors, a més del número fiscal, el número DUNS.
Es pot emetre un número DUNS a qualsevol empresa del món. Abans del 2022, determinades agències governamentals dels EUA requerien que un venedor tingués un número DUNS i un número d'identificació de l'empresari dels EUA (EIN). Altres agències, com algunes oficines de les Nacions Unides i les agències governamentals d'Austràlia , requereixen que determinades empreses tinguin un número DUNS.
Encara que originalment el número DUNS estava disponible només per a les organitzacions, a causa de les esmentades exigències, ara és disponible també per als individus.
El número DUNS permet identificar a un grup de companyies sense relació oficial, obtenint un número DUNS per a companyies afiliades.
El número DUNS es mostra sovint segmentat amb guions per facilitar la seva lectura, com per exemple 12-345-6789. Usos més recents ometen els guions (Ej: 123456789), que és la versió actual del número DUNS de D&B). Els guions no formen part de la definició oficial de D&B del número DUNS.
Les empreses poden optar per afegir quatre caràcters alfanumèrics addicionals al seu número DUNS. Això s'anomena nombre DUNS+4. El sufix és per a l'ús de l'empresa (per exemple, per identificar diferents comptes de transferència electrònica de fons). No té cap significat en cas contrari i Dun & Bradstreet no el rastreja.
Existeixen altres sistemes per a numerar unitats de negoci. Per exemple la Xarxa de Proveïdors Internacionals (ISN per les seves sigles en anglès). Tanmateix, n'hi ha poques que tinguin un volum de negocis internacionals com el que registra el sistema DUNS.